# Herrschaft Babenhausen
Die Herrschaft Babenhausen war ein Gebiet südlich des Mains, um das namengebende Babenhausen im heutigen Hessen gelegen, die sich zunächst im hohen Mittelalter im Besitz der Herren von Hagen-Münzenberg befand, später den Herren und Grafen von Hanau.

## Mittelalter
Adelheid von Münzenberg, Tochter Ulrichs I. von Münzenberg, heiratete noch vor 1245 (das genaue Jahr ist nicht überliefert) Reinhard I. von Hanau. Als Heiratsgut brachte sie unter anderem Teile der Herrschaft Babenhausen mit, die seitdem als Allod zur Herrschaft Hanau, später der Grafschaft Hanau und folgend zur Grafschaft Hanau-Lichtenberg gehörten.
Als Ullrich II. von Hagen-Münzenberg 1255 verstarb, ohne erbberechtigte Nachkommen zu hinterlassen, fiel das reiche Erbe an seine sieben Schwestern, von denen sechs Adelige geheiratet hatten, die zumeist in der Wetterau begütert waren. Einer davon war Reinhard I. von Hanau. Mit dieser Münzenberger Erbschaft kam weiterer Besitz aus dem Umfeld von Hain in der Dreieich an das Haus Hanau, aber auch an andere Adelsfamilien.

## Frühe Neuzeit
Der geschlossene Gebietsblock um die Stadt Babenhausen, der überwiegend aus dem Heiratsgut der Adelheid von Münzenberg stammte, konnte von den Herren und Grafen von Hanau im Prozess der Territorialisierung und der Ausbildung einer Landeshoheit in der zweiten Hälfte des 15. Jahrhunderts zu einem Amt konsolidiert werden. 
Die Gebiete und Rechte aus der Münzenberger Erbschaft bestanden dagegen aus einem Konglomerat von Rechten, Hoheiten und ganz unterschiedlichen Berechtigungen. Diese mussten die Hanauer Herren und Grafen zudem überwiegend mit anderen Mächten teilen. Hier ist vor allem Kurmainz zu nennen, das den großen eppsteinischen Anteil aus der Erbschaft 1425 aufkaufte. Aber auch die Grafen von Isenburg sind hier beteiligt. Dieses Konglomerat wurde seitens der gräflich-hanauischen Verwaltung als „Herrschaft Babenhausen “ (im Gegensatz zum „Amt Babenhausen“) bezeichnet. In der Praxis wurde diese Herrschaft aber von den gleichen Amtsträgern mit Sitz in der Stadt Babenhausen mit verwaltet.
1684 wurden im Rahmen eines größeren Gebietstausches zwischen der Grafschaft Hanau und Kurmainz die hanauischen Rechte in Ober-Roden, die zur Herrschaft Babenhausen zählten, an Kurmainz übertragen.

## Bestand
Zur Herrschaft Babenhausen zählten Rechte in
- Astheim: mit Kurmainz gemeinsame Obmannschaft
- Wildbann Dreieich: 1/6 Anteil
- Röder Mark: 1/6 Anteil
- Dietzenbach: Fron, Bede und Steuern
- Jügesheim: Zehnt
- Nieder-Roden: Kirchenpatronat; der Graf von Hanau war hier auch Kollator der Kirchengemeinde
- Weiskirchen: Kirchenpatronat
- Messel: Präsentationsrecht für den Pfarrer
- Ober-Roden: Kirchenpatronat, zeitweise bis 1684 Kondominat mit Kurmainz
- Urberach: Grundbesitz und Kirchenpatronat